# Аргонаутика
Аргонаутика (грч. Ἀργοναυτικά), или Еп о аргонаутима, грчки је епски спев који је написао Аполоније са Родоса у 3. веку пре нове ере. Ово је једини у потпуности сачувани хеленистички еп. Аргонаутика приповеда мит о путовању Јасона и аргонаута у потрази за златним руном у далеку Колхиду. Њихове херојске авантуре и Јасонов однос са опасном колхидском принцезом/чаробницом Медејом били су већ добро познати хеленистичкој публици, што је омогућило Аполонију да превазиђе једноставни наратив, дајући епу научни нагласак прикладан том времену. Еп укључује његова истраживања из географије, етнографије, компаративне религије и хомерске књижевности. Међутим, његов главни допринос епској традицији лежи у развоју љубави између хероја и хероине – чини се да је био први наративни песник који је проучавао „патологију љубави”. Његова Аргонаутика имала је дубок утицај на латинску поезију: превео ју је Варон Атацински и имитирао Валерије Флак, утицала је на Катула и Овидија, а послужила је као модел Вергилију за његов римски еп, Енеиду.

## Радња

### Певање прво
Песма почиње позивом Аполону и кратко наводи његово пророчанско упозорење Пелију, краљу Јолка, да ће његов пад бити дело човека са само једном сандалом. Јасон се недавно испоставио као тај човек, јер је изгубио сандалу док је прелазио реку. Због овога, Пелије му је поверио самоубилачку мисију да донесе златно руно из Колхиде. Брод за путовање, Арго, већ је изградио истоимени бродоградитељ који је радио по упутствима Атене. У међувремену, група јунака долази да помогне у овом подухвату. Локално становништво се диви оваквом окупљању – млади Јасон је добио немогућу мисију, али ова група хероја можда ће му помоћи да је оствари. Његова мајка се плаши најгорег, али он јој говори да остане снажна и мирна.
Јасон позива хероје да изаберу вођу путовања, а сви предлажу Херакла. Међутим, Херакле инсистира на томе да Јасон буде вођа и остали га следе у овом избору. У весељу због свог избора, Јасон наређује члановима посаде да спусте брод до мора. Арго је затим усидрен за обалу током ноћи како би могли да уживају у опроштајној вечери. Жртвована су два бика Аполону, вино тече и разговори постају живописни. Међутим, Јасон постаје повучен и натмурен. Један од јунака, Ида, оптужује га за кукавичлук; пророк Идмон оптужује Иду за пијану хвалисавост. Туча готово избија, али Орфеј смирује све песмом о космосу и како су богови и све ствари створене. У зору, Тифиј, кормилар брода, буди посаду. Брод их позива, јер његова кобилица садржи магичну греда од додонског храста. Брод испловљава, а Јасон пушта сузу како се одвајају од његовог дома, Јолка. Јунаци веслају у ритму Орфејеве дирљиве музике. Убрзо источна обала Тесалије остаје иза њих.
Прва велика лука до које стижу је Лемнос, где су жене, под вођством своје краљице Хипсипиле, недавно побиле све мушкарце, укључујући своје мужеве, синове, браћу и очеве. Све-женски парламент одлучује да хероје треба охрабрити да остану. Јасон, као вођа, позван је и долази у град обучен у величанствену одећу коју му је израдила Атена. Хипсипила се на први поглед заљубљује у њега и он се настањује у палати. Његову посаду посаду кућама одводе остале жене – осим Херакла и неких његових другова, који желе да остану са бродом. Њихово путовање одлагано из дана у дан. На крају Херакле скупља све аргонауте да им одржи снажан говор. Он им каже да се не понашају као јунаци и да златно руно неће само доћи назад у Грчку. Тако опомени, они се одмах припремају полазак. Јасон каже краљици да, ако му роди сина, треба да га пошаље његовим родитељима када достигне зрелост. Он је први који се враћа на брод када Арго поново заплови.
Путујући кроз Хелеспонт, стижу на (полу)острво на којем живе дивљи људи рођени од Земље, који имају по шест руку. Њихови суседи су Долиони, цивилизован народ који потиче од Посејдона. Дивљи људи су непријатељски настројени, али аргонаутима добродошлицу жели Кизик, млади краљ Долиона који је, као и Јасон, у свом адолесцентском добу. Људи са шест руку бацају камење на аргонауте, али Херакле их уништава. Међутим, аргонаути и Долиони на крају започињу борбу у мраку, грешком сматрајући једни друге се за непријатеље. Кизика убија Јасон. Његова удовица Клеита се обеси се у очају. Заједнички бол и величанствена сахрана мире две стране. У међувремену, аргонаути су задржани због неповољних ветрова. На крају пророк Мопс сазнаје из знакова да им је судбина да оснују култ мајке богова (Рее/Кибеле). Култ је ускоро основан, време се побољшава и аргонаути поново полазе.
Њихова следећа лука је Мизија, где Херакловог младог пратиоца Хилу отима водена нимфа док је пунио врч на њеној извору. Херакле и његов друг Полифем још увек трагају за њим када остали аргонаути поново крену на пут. Када примети да њих тројица нису на броду, Теламон оптужује Јасона да је намерно оставио Херакла. Тада из дубина мора излази морско божанство Глаук, који их уверава да је губитак њих тројице дело богова. Он нестаје назад у мору и они настављају своје путовање без тројице својих другова.

### Певање друго
Аргонаути стижу до једног залива у Пропонтиди, дому Бебрика, чији краљ Амик захтева борбу песницама са прваком ових „морских луталица”. Он то чини са свим путницима, не питајући ни ко су они. Разљућен таквим непоштовањем, Полидеук се добровољно јавља за борбу. Амик је огромног раста, али млади аргонаут је вешт борац и на крају задаје смртоносан ударац. Бебрици се наоружани обрушавају на победника, али их његови одлучни саборци пресрећу и протерују. Неколико оваца бива одведено на брод, а Арго креће следећег дана.
Њихова следећа станица је на супротној обали, близу дома Финејевог, некадашњег краља Тинијаца. Он такође не пита ко су ови путници, јер већ зна. Његове пророчке моћи су толико велике да га је Зевс казнио што је одавао божанске тајне, проклињући га екстремном старошћу, слепилом и свакодневним нападима харпија. Јасон и аргонаути су предодређени да га избаве од харпија, због чега их дочекује као своје спаситеље. Зет и Калеј, синови северног ветра, према пророчанству терају штеточине, а захвални старац открива најсигурнији пут до Колхиде и како најбоље проћи између Кијанских стена.
Пролазећи кроз Кијанске стене (уз Финејеве савете, Тифијеве вештине управљања и Атенину помоћ), улазе у Црно море и стижу до напуштеног острва Тинијаца, где посматрају Аполона како лети ка северу у посету Хиперборејцима. Острво се тресе док он пролази. Тамо подижу жртвеник и светилиште као трајне споменике свом путовању. Следећа станица је ушће реке Ахерон, један од улаза у Хад, где сусрећу Лика, краља Маријандина. Он их срдачно прима. Њихов одлазак се одлаже када пророка Идмона убије дивљи вепар, а Тифиј умре од болести. Аргонаути подижу две гробнице као још један трајни споменик путовању, након чега полазе.
Следеће две станице доводе их у контакт са старим саборцима Херакла, остављеним након његове кампање против Амазонки. Један од њих је Стенел, чији дух им маше са своје морске гробнице, а остала тројица су заробљена у Синопу. Аргонаути приносе жртве духу Стенела, а тројица преживелих добијају места на броду. Наредно одредиште је река Термодон, где Амазонке имају своју луку. Напуштају је следећег дана пре него што жене успеју да се организују за битку. Утицај Амазонки осећа се чак и на пустом Острву Ареса, где су подигле храм богу рата. Аргонаути се боре против птица које бране острво и наилазе на четворицу преживелих из бродолома, синове изгнаног грчког хероја Фрикса, који су уједно и унуци краља Колхиде, Ејета. Јасон их дочекује као божанске савезнике у својој потрази за златним руном.
Приближавајући се Колхиди, аргонаути виде Зевсовог орла како лети између Кавкаске планине, где се храни јетром Прометеја. Његов дуги лет узбуркава бродска једра. Убрзо након тога, јунаци улазе у Фазис, главну реку Колхиде, и кришом се усидре.

### Певање треће
Треће певање почиње позивањем Ерато, музе љубавне поезије. Арго је још увек сакривен у Колхиди када се богиње Хера и Атена повуку у приватну просторију на Олимпу да потајно размотре како најбоље да помогну Јасону. Хера сматра да би ћерка колхидског краља могла да буде корисна ако успеју да је доведу до тога да се заљуби у њега. Она затим предлаже да потраже помоћ Афродите. Атена одобрава план, али будући да је девица и свесна свог угледа, тражи од Хере да она буде та која ће све рећи. Налазе богињу љубави како ленчари и чешља косу у својој соби. Она се посвађала са својим младим сином Еросом и сумња да ће њен немирни син испалити стреле на Медеју само да би јој угодио. Хера, искусна мајка, саветује је да избегава свађе са дечаком, а Афродита затим купује његову подршку поклоном − фантастичном лоптом, састављеном од злата и прелепо обликованом тако да оставља траг попут звезде падалице када се баци у небо.
Јасон саветује своје другове да прво покушају са убеђивањем, пре него што крену на насилно освајање златног руна, а затим води Фриксове синове назад до Ејетовог двора. Њихов неочекивани долазак дочекује Медеја криком који призива све, укључујући њену сестру Халкиопу (мајку четворице изгнаника) и Ејета. У исто време, Ерос се непримећен придружује гужви, седа код Јасона и испаљује судбену стрелу, а затим се повлачи смејући се. Медејино срце прелављује слатка бол љубави. Ејета, међутим, испуњава гнев када му његови унуци затраже да преда златно руно Јасону. Он их оптужује за заверу са странцима како би украли његово краљевство. Јасон одговара умирујућим говором, а Ејет узвраћа компромисом – може да има оно што је дошао да узме ако прво пооре Аресову равницу са биковима који бљују ватру, затим засеје поље са змајевим зубима и на крају савлада изникнуте војнике. То је задатак који је Ејет, син Сунца (Хелија), често извршавао. Јасон пристаје на изазов невољно. Он креће ка броду да обавести своју посаду, а Медејине мисли лепршају за њим, растргане између љубави и патње.
Те ноћи, у сну, она се види како сама извршава Јасонов задатак. Буди се са страхом од Ејетовог гнева и опасности по свој углед ако помогне Јасону без доброг разлога. Сигурност четворице синова њене сестре зависи од његовог успеха. Она се пита да ли би могла да намами Халкиопу да затражи њену помоћ зарад њих. Чак и то делује превише смело за младу девицу и на крају се предаје уздасима туге. Њена сестра долази као одговор на буку. Медеја јој говори да је забринута за своје нећаке, јер ће бити осуђени ако странац не успе у свом задатку. Халкиопа је затим пита да помогне Јасону, а Медеја с радошћу пристаје. Опет сама у својој соби, она и даље остаје растрзана између наде и страха. Разматра самоубиство, отвара свој ковчег са лековима тражећи отров, али уместо тога бира лек који ће помоћи Јасону у његовом испиту снаге.
Јасон и Мадеја праве планове за тајни састанак испред Хекатиног храма, где је она свештеница. Испрва су неми као високим борови који су заједно укорењени на планинском брду, док снажна љубав не дође као изненадни налет ветра. Он јој подсећа да је потпуно у њеној милости и обећава да ће је учинити славном по целој Грчкој ако му помогне. Она извлачи лек између груди и даје му га. Ако икада заборави њену доброту, упозорава га, она ће отпутовати у Грчку на ветру и тамо ће му се пред очима одужити. Он је подстиче да заборави ветар и отплови са њим, као његова будућа жена. Она се не обавезује ни на шта и враћа се кући као у сну. Он се враћа посади, где му добродошлицу желе сви осим Иде, који сматра да његова зависност од помоћи жене није јуначка.
Долази дан испита и народ Колхиде се окупља на брду како би гледали. Ејет се довози свом кочијама, поносан на сопствено величанство. Арго долази узводно и баца сидро се на обали реке, а Јасон излази. Тајно осигуран Медејиним чаролијама, он савладава чудовишне бикове и засеје смртоносну пољану зубима. У једном тренутку прави кратку паузу за пиће, затим, бодрен од својих другова, враћа се на поље, где војска људи ниче из тла, спремна да га нападне. Он их побеђује сам, ослањајући се на трик коме га је научила Медеја (баца камен међу војнике, што узрокује да се боре и убијају једни друге). Збуњен, Ејет се враћа у палату, све време размишљајући како да нађе начин да превари Јасона и да му не да обећану награду.

### Певање четврто
Песник позива Музу да опише стање ума Медеје: да ли је то срамота, страх или љубав оно што је наводи да побегне из Колхиде? Њена издаја већ је позната њеном оцу, а као могућност поново се чини узимање отрова. Уместо тога, она одлучује да побегне из Колхиде са својим нећацима, Фриксовим синовима, који су се улогорили са аргонаутима крај реке. Врата се магијом отварају пред њом док босонога жури кроз палату, а богиња Месеца јој се смеје споља, подсећајући се бројних тренутака када ју је њена окрутна љубавна магија довела на земљу (референца на љубав богиње Месеца према Ендимиону). Долазећи до логора, Медеја упозорава остале на очеву издају и нуди помоћ у крађи златног руна од змије-чувара. Јасон свечано обећава да ће се оженити њоме; она успављује змију чаролијом, а јунак узима руно и доноси га на Арго, усхићен његовим сјајем, попут девојке која је ухватила месечеве зраке у наборе своје хаљине.
Бег Арга прате две колхидске флоте, са бродовима бројним као јата птица. Једна од флота улази у Пропонтиду кроз сада непомичне Кијанске стене. Другу предводи Медејин полубрат Апсирт, пратећи исти пут као и Арго, уз реку Истер. Далека грана реке их на крају доводи до Кроновог мора, где Апсирт напокон сустиже аргонауте на Бригејским острвима. Мировни преговори резултирају договором – Јасон може да задржи руно, јер га је освојио, али Медејину судбину треба да одлучи посредник изабран међу суседним краљевима. У страху од најгорег, Медеја осмишљава алтернативни план. Она мами Апсирта у замку обећањем награда. Јасон га убија, а његово тело се распарчава како би се избегла одмазда Еринија. Обезглављени Колхиђани лако су надмудрени и, уместо да се врате кући разгневљеном Ејету, они се насељавају дуж оближње обале.
Огорчен због бруталног убиства, Зевс осуђује аргонауте на дужи период лутања. Олуја их враћа на север, и они улазе у реку Еридан, чије их гране на крају воде до Сардинијског мора, на западној страни Аузоније (Италије). Ту их чаробница Кирка ослобађа кривице за проливену крв. У међувремену, Хера води пријатељски разговор са морском нимфом Тетидом. Богиња обавештава нимфу да је њен син Ахилеј предодређен да се ожени Медејом на Јелисејским пољима, а затим је шаље на задатак да обезбеди пролаз Арга на југ. Аргонаути безбедно пролазе поред сирена, чија песма, иако не мелодичнија од Орфејеве музике, наводи Бута да падне у море. Затим пролазе поред Лутајућих стена, од којих Арга спасавају нереиде, као девојке на плажи које једна другој добацују лопту. Тако аргонаути стижу до Дрепанеа, уз западну обалу Грчке. Тамо сусрећу другу колхидску флоту. Алкиној, морални краљ Дрепанеа, нуди се као посредник између две стране, касније поверавајући својој жени Арети да испланира да преда Медеју Колхиђанима, осим ако она већ није удата. Краљица открива то љубавницима, и они се венчавају у светој пећини на острву, где је брачни лежај украшен златним руном. Рaзoчарани, Колхиђани следе пример прве флоте и насељавају се у близини уместо да се врате кући.
Аргонаути се такође не могу вратити кући: друга олуја их избацује са курса, овога пута на југ, према Сирти, бескрајној пешчаној обали у Либији. Ту не виде начин да се спасу и мире се са нечасним крајем, растајући се једни од других како би умрли сами, док Медеја и њене слушкиње тугују заједно. Јасонову самоћу прекидају три нимфе, чуварке Либије, које му дају тајанствене инструкције како да преживи. Пелеј тумачи упутства: морају да понесу Арго преко пустиње. Дванаест дана касније, са својим бродом на раменима, стижу до Тритонског језера и врта Хесперида. Тамо од њих добијају невероватну вест: Херакле је опустошио врт само дан раније. Тритон открива пут од језера ка отвореном мору и предаје Еуфему чаробну груду земље која ће постати острво Тера, одакле ће касније грчки колонизатори населити Либију. Прича се завршава посетама острвима Анафи, где аргонаути уводе обред у част Аполона, и Егина (близу Јасоновог дома), где установљују такмичење – трку с амфорама пуним воде на раменима.

## Анализа

### Калимахски еп
Аргонаутика је у великој мери моделована по узору на Хомерову поезију. Наравно, постоје сличности у заплетима. На пример, повратак у четвртом певању има многе паралеле са Одисејом – Сцила, Харибда, сирене и Кирка су опасности са којима се и Одисеј суочио. Аргонаутика је такође запажена по великом броју стихова и фраза који опонашају Хомера, као и по начину на који репродукује лингвистичке особености старог епа у синтакси, метру, вокабулару и граматици. Аполоније је, у ствари, најхомерскији од свих песника чија су дела сачувана из хеленистичког доба, када је проучавање Хомера цветало и када су готово сви песници били под његовим утицајем, укључујући и Калимаха. Хомерски одјеци у Аргонаутици су прилично намерни и нису пуко опонашање. Када Јасон први пут сусреће Хипсипилу у првом певању, он носи огртач који му је направила Атена, украшен разним сценама које алудирају на трагичне жене које је Хомеров Одисеј срео у Хаду. Овај хомерски одјек има злокобне конотације, наговештавајући Јасонову издају Хипсипиле и Медеје.
Аполоније често имплицира да ажурира и стога унапређује Хомера. Симболички, то је представљено напуштањем Херакла и фиксирањем Кијанских стена – као да Јасон и његова посада напуштају херојски свет традиционалног мита. Аргонаутика укључује бројне узрочности или митолошке рачуне о пореклу ствари, које осигуравају да се наратив оријентише ка свету публике из трећег века, а не ка Хомеру. Културни Александријци сматрали су себе наследницима дуге књижевне традиције, и то се евоцира Аполонијевим пуњењем сопственог епа истраживачким материјалом позајмљеним из митолошких, историографских и етнографских извора.
Аргонаутика је била само један од многих наративних епова написаних у хеленистичком периоду – и једини који је преживео. Аполоније је сувише индивидуалан да би се из његовог дела закључила природа других епова. Познато је да је Калимах био утицајан критичар савремених епова, али то не мора да укључује Аргонаутику, која изгледа одговара на његове ставове. Тако, иако је моделована по хомерском епу, она је знатно краћа, са четири певања која заједно имају мање од 6.000 стихова (Илијада, на пример, има више од 15.000 стихова). Овде је Аполоније можда био под утицајем Калимаховог залагања за краткоћу. Могуће је и да је одговарао на Аристотелов захтев за „песмама мањих размера од старих епова, и одговарајућих по дужини групи трагедија које се изводе у једном седењу”, с обзиром на то да је позоришна публика на Дионизијама обично гледала четири представе дневно, а четири певања Аргонаутике су отприлике исте укупне дужине.
Утицај Калимаха види се у широкој употреби узрочности, будући да су оне такође биле значајна одлика његових дела. Конкретније, постоје неке изразите алузије на његова дела. На пример, један стих је дословни цитат Калимаха: „И тако су те ствари требале бити остварене током времена”. Епифанија Аполона у другом певању, изнад острва Тиније, праћена је причом о делима и обожавању тог бога, што подсећа на опис у Калимаховој Химни Аполону, а четврто певање завршава групом узрочности, укључујући порекло острва Тера, именовање Анафија и фестивал ношења воде на Егини, који подсећају на Aitia I и Iamb. 8. Ова завршна група узрочности може изгледати као произвољан додатак наративу, као да је Аполоније продужио причу само да би додао необичности, али може бити укључена као завршна изјава подршке Калимаховој узрочној естетици, изражавајући Аполонијев дуг Калимаху као ментору.
Антихеројске особине овог епа генерално се сматрају даљим доказом његове калимахске природе. Јасон није попут традиционалног епског јунака, а контраст између њега и Херакла може се тумачити као разлика између Хомерове и Калимахове поетике. Укратко, новија истраживања доводе до закључка да је Аргонаутика била успешна и фундаментална обнова хомерског епа, изражена у оквирима калимахске естетике.

### Епско јунаштво
Јасонове карактерне особине су више карактеристичне за жанр реализма него за епску поезију, јер је, према речима Џ. Ф. Карспекена, био:
изабрани вођа јер је његов надређени одбио ту част, потчињен својим саборцима, осим једном, у свакој проби снаге, вештине или храбрости; велики ратник само уз помоћ магичних чини; љубоморан на част, али неспособан да је брани; пасиван пред кризом, плашљив и збуњен пред невољама; плачљив због увреде, лако обесхрабрен; грациозно издајнички у свом односу са заљубљеном Медејом...
Ова непријатељска перспектива може се проширити на читаву посаду: епизода са Бебрицима, којима Полидеук убија краља, а аргонаути постају нешто налик пиратима, може се разумети као почетак њиховог моралног посрнућа, које се интензивира и кулминира убиством Медејиног брата. И Медеја може да изгуби симпатију публике, прелазећи од допадљиве јунакиње у трећем певању до застрашујуће вештице у четвртом.
Интерпретације Јасоновог карактера, међутим, разликују се од једног критичара до другог. Према мање непријатељском гледишту, он подсећа на обичног човека, а његов тип јунаштва је релевантан за стварни свет, док Херакле представља примитиван и анахрони хероизам, због чега је напуштен рано у причи. С друге стране, епски песници нису дужни да арбитрирају моралне вредности; Јасон и Херакле имају и добре и лоше особине, и не треба претерано наглашавати разлике међу њима. Јасон је јунак са демократским начелима и слабошћу према женама, или је само случајни резултат песникових књижевних експеримената. Његов недостатак херојске величине делује сасвим прикладно за меланхолични свет који Аполоније приказује. У овом свету, људи су отуђени једни од других и од своје околине, што симболизује Либијска пустиња, где се аргонаути разилазе како би умрли сами: „Напор више нема моћ да трансформише, а слабост је исто толико утицајна као и снага.”
За многе читаоце, необична нехеројска природа епа оправдана је једино романтиком између Јасона и Медеје у трећем певању, а чак је и историја изучавања Аполонија усредсређена управо на тај део. Сензитивни описи хетеросексуалне љубави први пут се јављају у западној књижевности током хеленистичког периода, а Аргонаутика је била иновативна тиме што је љубав учинила епском темом.

### Ликови без личности
Медеја се углавном сматра најинтересантнијим и најживописнијим ликом у епу, али чак и она може изгледати неубедљиво у неким аспектима. Њена улога романтичне јунакиње делује у супротности са улогом чаробнице. Ове контрадикторне улоге уграђене су у традиционалне приче које је Аполоније наследио. С друге стране, Аполоније наглашава технички аспект њених магичних моћи, као што је њено мајсторство у прављењу напитака, што уноси дозу реализма и на неки начин умањује њену улогу као чаробнице.
Неубедљива карактеризација може се такође објаснити као комичан ефекат. Херакле се може схватити као нешто налик на шаљивџију. Његов хомосексуални или педерастички однос са Хилом покривен је само индиректно и то на шаљив начин, као да припрема терен за озбиљнији однос између хероја и хероине. Читава група аргонаута добија комични значај када се фантастични или „бајковити” елементи убаце у епски заплет, попут сусрета са Кијанским стенама, Лутајућим стенама, путовања Арга преко копна и слично. Они делују комично управо зато што ти бајковити елементи контрастирају са нехеројским статусом аргонаута, као обичних људи. Богови, посебно, приказани су са александријским реализмом. Хомерови богови такође више личе на људе него на божанства, али Аполоније им даје живост, уређеност и извесну баналност која подсећа на домаћинство александријског високог друштва. Много ироније и шарма епа, у ствари, лежи у мешавини ових различитих светова.
Ликови имају симболичне улоге. Иако је Херакле напуштен на крају првог певања, он наставља да „прогони” наратив као фигура у позадини, повремено назирана у даљини или спомињана као активан учесник, симболишући начин на који традиционални еп пружа књижевну позадину епу. Као што је један проучавалац приметио: „Баш на овај начин је стари еп са својим жанровским конвенцијама и идеологијом присутан у Аргонаутици: нејасно видљив... али ипак присутан.”
Ликови такође функционишу као алтер ега писца. Хомер у Одисеји ради нешто слично кроз певаче Демодока и Фемија. У Аргонаутици, ту улогу играју осуђени видовњаци Мопс и Идмон, а посебно певач Орфеј. Док другови Хомеровог Одисеја пролазе поред сирена са воском у ушима, аргонауте од њих спасава Орфејева музика, која их надглашава. Овде су представљене две врсте песме: једна из Хомеровог света, кроз сирене, и друга из света птолемејске Александрије, кроз идентификацију Орфеј=Аполоније. Тај сукоб симболише ажурирање епа.
Аполоније уводи симболичку улогу ликова даље него Хомер. Видовњаци Идмон и Мопс, способни да тумаче знакове, могу се разумети као идеална публика, способна да интерпретира симболе. Други ликови, међутим, могу такође испунити ову улогу, попут Пелеја, који успешно тумачи Јасонов сусрет са либијским нимфама, чиме води до ношења Арга преко пустиње. На овај начин публика се подстиче да тумачи песникова сложена значења – „јунаци” попут Пелеја су обични људи, а њихове способности увида су исте као код публике.

### Епизодични еп
Нека од епизодичних карактеристика Аргонаутике могу се приписати њеном жанру, као наративу о путовању. Хомерова Одисеја такође садржи неко нејединство, као збирка авантура, са изненађујућим открићима која чекају иза сваког рта. Тако је Лонгин неповољно упоредио Одисеју са Илијадом: у првој је, према његовом мишљењу, митски елемент доминирао над радњом, док је сматрао да Илијада добија драмску напетост кроз развој једног великог сукоба. Наративи о путовањима не одговарају добро Аристотеловој концепцији драмског јединства, или, како је један савремени проучавалац рекао: „Управо та урођена неповезаност, епизодична подела наметнута природом путовања, може се видети у срцу западне традиције романси, за разлику од сурових телеологија епике.”
Аргонаутика, међутим, иде даље од Хомерове Одисеје у фрагментацији заплета. Чини се да је Аполионије одбацио Аристотелов концепт јединства, пошто бројне узрочности прекидају причу са „флешбековима” о митовима који претходе причи о аргонаутима и са „прогресијама” које се односе на обичаје из песниковог времена. Избор материјала приповедача је одмах занимљив читаоцу, пошто прекида радњу, за разлику од традиционалног Хомеровог метода, где песник остаје у позадини. Једна од Хомерових врлина као приповедача, према Аристотелу, била је у томе што је дозвољавао ликовима да воде доста дијалога. Доминантно присуство у Аргонаутици је сам песник – 71% стихова изговара он, а не његови ликови, док само 55% Илијаде и 33% Одисеје говори Хомер својим гласом.
Неколико од епизодичних квалитета долази и од песникове књижевне еклектике. На пример, улога Арга у грчком насељавању северне Африке била је уобичајена тема у грчкој књижевности. Пиндар, поетски узор за Аполионија и Калимаха, компоновао је три оде за владајућу елиту Кирене, укључујући Питијску оду 4, где помиње грумен земље који је Еуфем добио од Тритона и који је постао острво Тера, матични град Кирене. Историчар Херодот помиње троножац који је Тритон добио, као залог будуће колонизације Либије од стране потомака аргонаута. Ови извори су нашли свој пут до Аргонаутике.
Парадоксално, ова високо епизодична поема, фрагментирана у времену и са догађајима који се одвијају у променљивим пејзажима, ипак се може сматрати више јединственом од било ког другог епа. Њено јединство долази из њене локације у миљеу птолемејске Александрије. Александрија, која се налази у источном углу Либије, основана је само око шездесет година пре него што је Аполионије написао сво еп, а њено становништво чинило је, поред домаћих Египћана, велики део грчке дијаспоре, од којих је половина стигла преко грчке колоније Кирене.
Птолемејски контекст објашњава многе песникове загонетне изборе. Тако, на пример, последња група узрочности није произвољни додатак, већ везује крај приче са почетком грчког насељавања у Египту.
Острво Тера је било матични град Кирене и симболизовало је грчко насељавање Либије. Егина је некада била дом аргонаута Пелеја и Теламона, протераних са због убиства свог брата, чиме је симболизовала грчку дијаспору. Острво Анафи је место где почиње Калимахова Aetia са причом о аргонаутима, а његова последња узрочност је у Александрији, тако да прогресија Аргонаутике од Јолка до Анафија постаје део циклуса: „Када се узму заједно, ова два дела фактички завршавају пророчанство које почиње у митској прошлости.”
Свака очигледна слабост у карактеризацији може се такође објаснити у контексту птолемејског окружења – прича се заправо не односи на Јасона или било ког од аргонаута као појединце, већ на њихову историјску улогу у успостављању грчке судбине у Либији.
Првобитна публика Аргонаутике – етнички Грци, могла је да види своју миграциону историју у шареноликој грчкој посади Арга, а слично, хеленизовани Египћани могли су да препознају себе у колхидској дијаспори описаној у четвртом певању. Према Херодоту, Египћани су колонизовали Колхиду. У том случају, флоте Колхиде које насељавају Грчку могу се сматрати претечом грчке колонизације Египта.
Аполионије комбинује грчку и египатску митологију. Острва су симболизовала стварање у египатској верзији, јер су била повезана са земљом која излази из поплава Нила. Тера и Анафи, као нова острва, рекреације су овог мита.
Египћани су сматрали да је западна пустиња Либије земља мртвих. Сунце, које је путовало небом у чамцу током дана, враћало се ноћу у истом чамцу преко подземља, циклус повезан са космичким животом и смрћу.
Заглављивање аргонаута на либијској обали, њихов прелазак преко пустиње и смрти Мопса и Канта тамо дају грчку перспективу овом египатском симболизму, са златним руном као соларним емблемом. Тако заплет Аргонаутике може деловати веома организовано, као покушај омекшавања граница између домородачког етничког становништва Александрије и њених имигрантских Грка, путем заједничке митологије и светског гледишта.